# 松橋未樹
松橋 未樹（まつはし みき、1983年8月10日 - ）は、日本の女性歌手。作曲家。元GIZA studio所属。大阪府出身。現在は活動を休止している。

## 来歴
2000年 夏 - 高校の夏休みにカセットテープ『MIKI MATSUHASHI』を自主制作し、インディーズデビューを果たす。同カセットテープは大阪心斎橋のレコード店『JEEZ』で店頭発売され完売する。
2001年6月 - GIZA studioよりシングル「time stands still」でメジャー・デビュー。さらに翌週には2ndシングル『destiny』を発売。同曲は、テレビアニメ『名探偵コナン』のオープニングテーマ曲に使用された。
2002年1月 - ミニアルバム『Destiny』を発売。以降、作曲家に転向するため歌手としての活動を休止。
2003年2月 - 三枝夕夏 IN dbのミニアルバム『Secret&Lies』収録曲「Stay my dream」の作曲を手掛け、作曲家デビューを果たす。しかしこれ以降表立った活動はない。

## タイアップ一覧
| 曲名                 | タイアップ                                                 |
| -------------------- | ---------------------------------------------------------- |
| destiny              | よみうりテレビ・日本テレビ系アニメ「名探偵コナン」OPテーマ |
| いつまでも愛を包もう | TBS系「ワンダフル」11月度EDテーマ                          |